# Serafim Fernandes de Araújo
Serafim Fernandes de Araújo, GOMM (Minas Novas, 13 de agosto de 1924 – Belo Horizonte, 8 de outubro de 2019) foi um cardeal brasileiro e arcebispo emérito de Belo Horizonte.
Fez seus estudos no Seminário de Diamantina, onde se formou em Humanidades em 1942 e em Filosofia em 1944 (licenciatura em filosofia) Foi escolhido para ir estudar em Roma, onde fez mestrado em Teologia e Direito Canônico na Pontifícia Universidade Gregoriana.

## Biografia

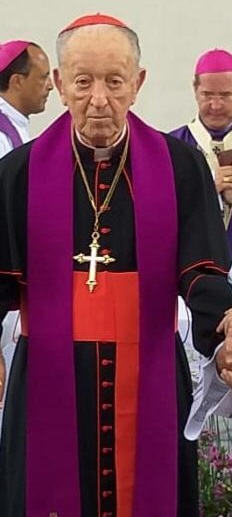
Foto de Dom Serafim em seus últimos anos de vida.

Nasceu em 13 de agosto de 1924, na cidade de Minas Novas, localizada no Vale do Jequitinhonha. Passou sua infância em Itamarandiba, MG, e, aos 12 anos, ingressou no Seminário de Diamantina, onde se formou em humanidades em 1942 e em filosofia em 1944. Posteriormente, foi selecionado para estudar em Roma, onde obteve mestrado em teologia e direito canônico na Pontifícia Universidade Gregoriana.
Foi ordenado sacerdote em 12 de março de 1949, na Basílica de São João Latrão em Roma. Continuou seus estudos em Roma, de 1949 a 1951. Retornou ao Brasil e celebrou sua primeira missa em 17 de setembro de 1951, em Itamarandiba. Depois foi ser pároco de Gouveia, onde ficou de 1951 a 1957. Nesse mesmo período atuou como capelão da Companhia Industrial de São Roberto. De 1956 a 1957 assumiu o posto de capelão militar do 3º Batalhão Militar da Polícia Militar de Minas Gerais, onde também foi diretor de Ensino Religioso da Arquidiocese de Diamantina e professor de Direito Canônico no Seminário Provincial.
Em Curvelo, onde foi pároco em 1957 e cônego de 1958 a 1959, também atuou como professor em várias escolas. Desde 1951 até 1959, foi capelão do Terceiro Batalhão da Polícia, Diamantina, de 1956 a 1959; professor e membro da Escola de Mestres em Diamantina e em vários colégios em Gouvéia.

## Episcopado
Foi eleito bispo titular de Verinópolis e nomeado auxiliar de Belo Horizonte, aos 19 de janeiro de 1959. Ordenado bispo em 7 de maio de 1959, em Diamantina, com apenas 34 anos, (foi o mais novo bispo do Brasil), por Dom José Newton de Almeida Baptista, arcebispo de Diamantina. Assumiu também os cargos de vigário geral, administrador e diretor de Ensino Religioso da Arquidiocese, além de tornar-se professor de Cultura Religiosa da PUC Minas. Em 1960, assume como Reitor da PUC, permanecendo até 1981. 
Participou do Concílio Vaticano II, de 1962 a 1965. Assistiu a Terceira Conferência Geral do Episcopado Latino-Americano, Puebla, México, 27 de janeiro a 13 de fevereiro de 1979. 
Foi promovido a arcebispo coadjutor com direito à sucessão da arquidiocese de Belo Horizonte, 22 de novembro de 1982, assumindo o ofício em 31 de março de 1983, no Ginásio do Mineirinho. Com a renúncia de Dom João Resende Costa, sucedeu a sé metropolitana de Belo Horizonte, a 5 de fevereiro de 1986. 
Assistiu a Quarta Conferência Geral do Episcopado Latino-Americano, em Santo Domingo, na República Dominicana, de 12 a 28 de outubro de 1992 e foi um de seus presidentes. Assistiu a IX Assembleia Ordinária do Sínodo dos Bispos, no Vaticano, de 2 a 29 de outubro de 1994. Assistiu à Assembleia Especial para a América do Sínodo dos Bispos, no Vaticano, de 16 de novembro a 12 de dezembro de 1997.

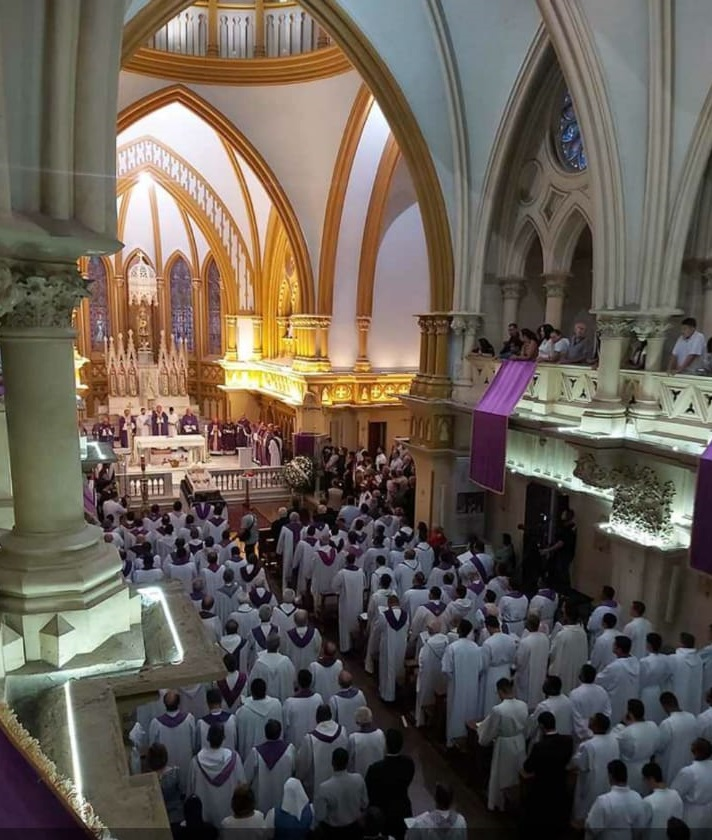
Missa Exequial, Igreja da Boa Viagem

## Reconhecimento
A Arquidiocese de Belo Horizonte tem se destacado no cenário da Igreja no Brasil, principalmente pelo Projeto Pastoral Construir a Esperança, idealizado por Dom Serafim e que teve início em 1990. Além disso, Belo Horizonte teve reconhecimento internacional com a realização do 5º Congresso Missionário Latino-americano, de 18 a 23 de julho de 1995, que veio dar maior impulso às atividades missionárias na Arquidiocese.

## Cardinalato
Foi criado Cardeal presbítero pelo Papa João Paulo II, aos 21 de fevereiro de 1998; recebeu a barrete cardinalício e o título de São Luís Maria Grignion de Montfort, 21 de fevereiro de 1998. Há quem diga que Dom Serafim, devido ao fato de Belo Horizonte não ser sede cardinalícia, ter sido criado cardeal tanto pela sua erudição, como pela profunda fidelidade e amizade que tinha para com o Papa João Paulo II, sendo portanto um título relativo à sua pessoa e não à sede belo-horizontina.
No mês seguinte, foi admitido pelo presidente Fernando Henrique Cardoso à Ordem do Mérito Militar no grau de Grande-Oficial especial.
Desde 28 de janeiro de 2004, é arcebispo emérito da Arquidiocese de Belo Horizonte.
Em 10 de fevereiro de 2015, Dom Serafim foi internado no Hospital Madre Teresa, no bairro Gutierrez, após sofrer um princípio de infarto enquanto fazia uma caminhada. O cardeal passou cinco dias internado.

## Ordenações
Ordenou diácono:
- Joel Maria dos Santos (1993)
- Nivaldo dos Santos Ferreira (1995)

Ordenou padre:
- Luiz Mancilha Vilela, SS.CC. † (1968)
- Joel Maria dos Santos (1994)
- Nivaldo dos Santos Ferreira (1996)

Foi o principal celebrante da ordenação episcopal dos seguintes bispos:
- Luiz Mancilha Vilela, SS.CC. † (1986)
- Werner Franz Siebenbrock, S.V.D. † (1988)
- Ricardo Pedro Chaves Pinto Filho, O. Praem. † (1990)
- David Dias Pimentel † (1997)
- Décio Sossai Zandonade, S.D.B. (1997)
- Geraldo Vieira Gusmão (1998)
- Diamantino Prata de Carvalho, O.F.M. (1998)
- Guilherme Porto (1998)
- José Mauro Pereira Bastos, C.P. † (2000)
- Dario Campos, O.F.M. (2000)
- Antônio Roberto Cavuto, O.F.M.Cap. (2005)

E foi concelebrante da ordenação episcopal de:
- Acácio Rodrigues Alves † (1962)
- José Lamartine Soares † (1963)
- Antônio Carlos Mesquita † (1974)
- Arnaldo Ribeiro † (1975)
- Paulo Lopes de Faria † (1980)
- Geraldo Majela de Castro, O. Praem. † (1982)
- Sebastião Roque Rabelo Mendes † (1985)
- Leonardo de Miranda Pereira (1986)
- José Carlos de Lima Vaz, S.J. † (1987)
- Diogo Reesink, O.F.M. † (1989)
- Alberto Taveira Corrêa (1991)
- Antônio Carlos Félix (2003)

## Falecimento
Faleceu aos 95 anos de idade em Belo Horizonte no dia 8 de outubro de 2019, após estar internado devido a uma pneumonia. Às 19 horas da mesma data teve início seu funeral, com um cortejo saindo da Avenida Bernardo Monteiro, no bairro Funcionários, Região Centro-Sul da capital mineira. Foi sepultado na Cripta da Igreja da Boa Viagem, ao lado de seus antecessores.